# Work It Out (álbum)
Work It Out é o segundo álbum de Lucy Rose. Diferente de seu primeiro álbum, este foi gravado em um estúdio profissional e não na casa dos pais de Lucy.

## Faixas
| N.º            | Título                 | Duração |  |
| 1.             | "For You"              | 3:17    |  |
| 2.             | "Our Eyes"             | 3:12    |  |
| 3.             | "Like an Arrow"        | 3:27    |  |
| 4.             | "Nebraska"             | 4:03    |  |
| 5.             | "Köln"                 | 3:21    |  |
| 6.             | "Shelter"              | 4:03    |  |
| 7.             | "My Life"              | 4:25    |  |
| 8.             | "Fly High (Interlude)" | 1:24    |  |
| 9.             | "Till The End"         | 3:24    |  |
| 10.            | "Cover Up"             | 3:25    |  |
| 11.            | "She'll Move"          | 3:48    |  |
| 12.            | "Work It Out"          | 3:20    |  |
| 13.            | "Into the Wild"        | 3:07    |  |
| Duração total: | Duração total:         | 44:16   |  |

| Edição Deluxe |                                  |         |  |
| N.º           | Título                           | Duração |  |
| 14.           | "Sheffield"                      | 3:26    |  |
| 15.           | "Lone Ranger"                    | 3:14    |  |
| 16.           | "I Tried"                        | 3:37    |  |
| 17.           | "Like That"                      | 3:42    |  |
| 18.           | "Shiver (Live from RAK Studios)" | 3:59    |  |

## Desempenho na tabela musical
| Tabela musical (2015)         | Melhor posição |
| ----------------------------- | -------------- |
| Reino Unido (UK Albums Chart) | 9              |